# مايكل ماكدونالد (كرة سلة)
مايكل ماكدونالد (بالإنجليزية: Michael McDonald)‏ مواليد 13 فبراير 1969 في لونغفيو، هو لاعب كرة سلة أمريكي سابق. بدأ مسيرته الاحترافية في سنة 1995. تم اختياره من قبل فريق غولدن ستايت ووريورز خلال الدرافت. حمل الرقم 42. يبلغ طوله 6 قدم 10 بوصة (2.1 م). حقق المركز الأول في بطولة أمم الأمريكتين لكرة السلة 1997. اعتزل اللعب في 2006.

## الميداليات
| الميدالية | المسابقة                             |
| --------- | ------------------------------------ |
| ذهبية     | بطولة أمم الأمريكتين لكرة السلة 1997 |

## روابط خارجية
- مايكل ماكدونالد على موقع إن بي أي (الإنجليزية)
- مايكل ماكدونالد على موقع سبورتس رفرنس (الإنجليزية)
- مايكل ماكدونالد على موقع كرة السلة الأوروبية.كوم (الإنجليزية)
- مايكل ماكدونالد على موقع كلية كرة السلة في سبورتس رفرنس.كوم (الإنجليزية)
- مايكل ماكدونالد على موقع ريلجم (الإنجليزية)
- مايكل ماكدونالد على موقع بروبوليرز (الإنجليزية)
- مايكل ماكدونالد على موقع سبورتس رفرنس (الإنجليزية)